# Želučani inhibicijski peptid
Želučani inhibicijski peptid (engl. gastric inhibitory polypeptide - GIP) ili glukoza-ovisni inzulotropni peptid je hormon probavnog sustava koji se ubraja u skupinu inkretina. 

## Sinteze i prijenos
GIP je biološki aktivana peptid koji se sastoji od 42 aminokiseline, a nastaje iz proprotein koji sadrži 153 aminokiselina. GIP se stvara u K-stanicama sluznice dvanaesnik i jejunuma, poput svih ostalih endokrinih hormona prenosi se krvotokom, a receptori za njega se nalazi na beta-stanicama lagerhausovih otočića gušterače.

## Uloga
Za želučani inhibicijski peptid se dugo smatralo da neutralizira želučanu kiselinu kako bi se zaštitilo tanko crijevo, tako da smanjuje motilitet probavnog sustava i lučenje želučane kisline. Kasnije se otkrilo da GIP i ima takve učinke, ali samo u količinama višim od normalnih fizioloških, te da se taj učinak ostvaruje preko sličnog hormona koji se naziva sekretin. 
Sada se smatra da je funkcija GIP-a pojačavanje izlučivanja inzulina, za koju je glavni podražaj hiperosmolarnost glukoze u dvanaesniku. Od ovoga otkrića istraživači radije koriste naziv glukoza-ovisni inzulotropni peptid, iako zadržavaju kraticu GIP. 